# Audacity
Audacity és un programa de gravació i edició d'àudio, multipista, fàcil d'usar i lliure. Emprat en tasques com l'edició de podcasts, compta amb efectes com la normalització, el tall o l'esvaïment al començament i final de pista. La part gràfica ha estat feta amb la llibreria wxWidgets. És un programa multiplataforma i es troba disponible en diversos idiomes incloent el català.

## Història
Va ser creat per Dominic Mazzoni mentre era estudiant a la Carnegie Mellon University. Mazzoni posteriorment treballà a Google i continuà com a principal desenvolupador del programa amb l'ajuda de voluntaris d'arreu del món. Es tracta d'un programa d'edició de so amb un gran popularitat, el 2010 era el 10è programa més descarregat des de SourceForge.net amb uns 72 milions de descàrregues.

### Controvèrsia per la telemetria
Muse Group, la companyia propietària de MuseScore i Ultimate Guitar va adquirir Audacity l'abril del 2021. Martin Keary va fer l'anunci de l'adquisició a Youtube, incloent entrevistes a alguns dels principals desenvolupadors del projecte. Posteriorment es varen anar aixecant suspicàcies sobre com afectaria a l'usuari final aquella compra. El juliol del 2021 diferents mitjans criticaven la recent implementació de política de privacitat i telemetria que s'aplicaria. En especial, per dues clàusules:
«Totes les dades personals s'emmagatzemen en els nostres servidors de l'Espai Econòmic Europeu (EEE). No obstant això, ocasionalment estem obligats a compartir les seves dades personals amb la nostra oficina principal a Rússia i el nostre assessor extern dels E.E.U.U.»
«L'aplicació que proporcionem no està destinada a persones menors de 13 anys. Si teniu menys de 13 anys, no empreu l'aplicació»
Per tot plegat s'especulava amb l'entrada en circulació d'una fork. No obstant això, Muse Group va publicar una política de privacitat revisada el 22 de juliol per a la següent versió, Audacity 3.0.3. Les dades que es recollien eren informes d'error i la comprovació d'actualitzacions, essent dades anònimes. Ambdues eren opcionals i controlables per l'usuari. En particular, Muse Group va declarar que: 
"no recollim cap informació addicional per a l'aplicació de la llei o cap altre propòsit".
D'altra banda, Muse Group va eliminar la clàusula que desaconsellava als nens menors de 13 anys d'utilitzar Audacity. Malgrat tot, foren diversos els forks que aparegueren. Amb el pas del temps Tenacity fou el més reeixit, essent la fusió d'altres preexistents.

### Inclusió d'intel·ligència artificial
El gener de 2024 es feu públic que Audacity inclouria un conjunt d'eines d'intel·ligència artificial desenvolupades per Intel.
OpenVINO és un entorn de treball d'Intel d'IA pensat per a desenvolupar-se de manera local, sense necessitat de registrar-se ni d'accés a un servidor. Entre les funcionalitats que s'inclouran, destaquen: supressió de soroll, per a suprimir sorolls no desitjats; generació de música, per a generar música nova a partir d'un prompt; separació de música, per a dividir una cançó en peces vocals i instrumentals i la transcripció i traducció de l'audio.

### Llançaments
| Versió | Data d'alliberament | Comentaris |
| ------ | ------------------- | --- |
| 3.1    | 31-10-2021          | Primer llançament major després de l'adquisició per part de Muse Group del programari. S'afegeixen barres de gestió de manera que es poden moure fàcilment els clips d'àudio; s'incorpora la possibilitat de retallar clips de manera no destructiva, arrossegant des dels costats esquerre i dreta i millores en la reproducció en bucle. |
| 3.1.3  | 23-12-2021          | Afegia un gran impuls de rendiment en carregar els projectes. Anunciant-se que Audacity carregava els projectes fins a 50 vegades més ràpid en comparació amb el llançament Audacity 3.1.0. |
| 3.2    | 22-09-2022          | Aportava nous efectes de so en temps real i suport per a més formats. |
| 3.2.1  | 5-10-2022           | S'afegiren nous botons i s'actualitzaren les icones de la interfície. |
| 3.2.4  | 3-02-2023           | Darrera versió menor de la serie |
| 3.3    | 24-04-2023          | Augmentaren els efectes, s'afegí una vista prèvia d'una característica de ritmes i temps i es donà suport al paquet FFmpeg 6. |
| 3.4    | 2-11-2023           | Va millorar els fluxos de treball de les pistes d'àudio. |
| 3.5    | 22-04-2024          | Afegí emmagatzematge al núvol. |
| 3.6    | 16-07-2024          | Renovà la interfície d'usuari i donà suport per a OpenVINO AI. |

## Característiques
Permet importar i exportar WAV, AIFF, MP3 (mitjançant el codificador LAME) i Ogg Vorbis i entre d'altres. A partir de la versió 1.3.2 també suporta FLAC. La versió 1.3.6 i posteriors també permeten utilitzats WMA, AAC, AMR i AC3 a través de la llibreria opcional FFmpeg. També permet gravar i reproduir sons, editar usant les opcions de tallar, copiar i enganxar, i una opció Desfer il·limitada, efectes digitals, eliminació del sorolls de gravació; i es pot programar qualsevol efecte musical o sonor, mitjançant el panell Nyquist, usant Xlisp.
Els arxius no exportats es guarden amb l'extensió .aup
Està disponible en les plataformes Windows, GNU/Linux, Mac OS 9 i OS X, Unix i Solaris 10.